# Уолли-Бекетт, Мойра
Мойра Уолли-Бекетт (англ. Moira Walley-Beckett) — американская актриса, продюсер и сценарист телевидения. Она работала над драматическим сериалом канала AMC «Во все тяжкие» как сценарист и продюсер и выиграла премию «Эмми» за лучший сценарий драматического сериала, а также была номинирована на премию Гильдии сценаристов США за свою работу над сериалом. Она является создателем сериала «Плоть и кости».

## Ранняя жизнь
Уолли-Бекетт выросла в Ванкувере, Британской Колумбии, Канаде, и посещала школу изобразительных искусств Банфф. В 1982 году, она присоединилась к Театральной компании клуба искусств.

## Карьера
Уолли-Бекетт работала в течение 1980-х и 1990-х годов как актриса телевидения. Она появлялась как приглашённая звезда во многих различных сериалах.
Уолли-Бекетт начала писать для телевидения в 2007 году в составе сценаристов в недолговременном детективном драматическом сериале канала NBC «Детектив Рейнс», с Джеффом Голдблюмом в главной роли. В 2008 году, она присоединилась к составу сценаристов юридической драмы «Элай Стоун» и написала эпизод «Излечи боль».
Она присоединилась к команде телесериала «Во все тяжкие» как редактор сюжетов во втором сезоне и написала сценарии к эпизодам «Бой товара» и «Конец бизнеса». Сценарный состав второго сезона был номинирован на премию Гильдии сценаристов США за лучший драматический сериал на церемонии в феврале 2010 года за их работу над вторым сезоном. Она была повышена до сопродюсера для третьем сезоне в 2010 году и написала сценарии к эпизодам «Ещё» и (с Сэмом Кэтлином) «Муха». Она снова была повышена до продюсера для четвёртого сезона в 2011 году. Для пятого сезона, Уолли-Бекетт написала сценарии к эпизодам «Летящий над всеми» и «Озимандия»; последний из них получил универсальную похвалу от критиков, и с тех пор его назвали одним из величайших эпизодов телевидения, когда-либо показанных в эфире. 25 августа 2014 года, она выиграла премию «Эмми» за лучший сценарий драматического сериала за «Озимандию», став первой женщиной, которая одна написала сценарий и получила премию в драматической категории после победы Энн Бидерман в 1994 году.
Также Мойра писала сценарий к нескольким эпизодам телесериала "Энн с двумя Н" основанным на романе "Энн из зеленых мезонин". Именно Мойра написала сценарий для первого сезона телесериала, сценарий для первого ("Youth is the season of hope") и двух заключительных серий ("What we have been makes us what we are" и "The growing good of the World") второго сезона и сценарий для первого ("A secret which I desired to divine") и последнего эпизода ("The better feeling of my life") третьего сезона.

## Фильмография
Актриса

| Год  |   | Русское название | Оригинальное название | Роль               |
| ---- | - | ---------------- | --------------------- | ------------------ |
| 2013 | с | Во все тяжкие    | Breaking Bad          | клиентка автомойки |

Производственный состав
| Год     | Шоу           | Роль             | Примечания |
| ------- | ------------- | ---------------- | ---------- |
| 2015    | Плоть и кости | создатель        | 1 сезон    |
| 2011–12 | Пэн Американ  | продюсер         | 1 сезон    |
| 2013    | Во все тяжкие | продюсер         | 5 сезон    |
| 2012    | Во все тяжкие | продюсер         | 5 сезон    |
| 2011    | Во все тяжкие | продюсер         | 4 сезон    |
| 2010    | Во все тяжкие | сопродюсер       | 3 сезон    |
| 2009    | Во все тяжкие | редактор сюжетов | 2 сезон    |

Сценаристка
| Год  | Шоу           | Сезон | Название эпизода     | Эпизод | Примечания               |
| ---- | ------------- | ----- | -------------------- | ------ | ------------------------ |
| 2012 | Пэн Американ  | 1     | "Язык романтики"     | 13     |                          |
| 2011 | Пэн Американ  | 1     | "Чмок-чмок Бах-Бах"  | 9      | вместе с Лидией Вудворд  |
| 2011 | Пэн Американ  | 1     | "Восточная выдержка" | 4      | вместе с Джеком Орманом  |
| 2013 | Во все тяжкие | 5     | "Озимандия"          | 14     |                          |
| 2012 | Во все тяжкие | 5     | "Летящий над всеми"  | 8      |                          |
| 2011 | Во все тяжкие | 4     | "Конец света"        | 12     | вместе с Томасом Шнауцем |
| 2011 | Во все тяжкие | 4     | "Жучок"              | 9      | вместе с Томасом Шнауцем |
| 2011 | Во все тяжкие | 4     | "Пулевые отверстия"  | 4      |                          |
| 2010 | Во все тяжкие | 3     | "Муха"               | 10     | вместе с Сэмом Кэтлином  |
| 2010 | Во все тяжкие | 3     | "Ещё"                | 5      |                          |
| 2009 | Во все тяжкие | 2     | "Конец бизнеса"      | 10     |                          |
| 2009 | Во все тяжкие | 2     | "Бой товара"         | 5      |                          |
| 2008 | Элай Стоун    | 1     | "Излечи боль"        | 7      | вместе с Алексом Таубом  |